# كيه إم- سام
صاروخ KM-SAM والمعروف أيضاً باسم Cheongung أو Cheolmae-2 هو صاروخ سطح-جو متوسط المدى تم تطويره في كوريا الجنوبية بواسطة وكالة Agency for Defense Development وذلك بدعم تقني من ألماز أنتي وفاكل MKB Fakel ، اعتماداً على تكنولوجيا من صاروخ 9M96 المستخدم في أنظمة الصواريخ S-350E وإس-400 

## التصميم والتطوير
تتألف البطارية الكاملة من ستة قاذفات ذات 8 خلايا (Transporter Erector Launchers (TELs، ورادار ثلاثي الأبعاد فئة مصفوفة المسح الإلكتروني السلبي(PESA) يعمل في النطاق X (يعتمد على رادار S-400 الروسي). وكذلك سيارة سيطرة نيرانية.، ويتم إدارته بمعدل 40 دورة في الدقيقة ويغطي ما يصل إلى 80 درجة في الارتفاع.

الصاروخ كيه إم- سام KM-SAM يمثل الطبقة الوسطى من نظام الدفاع الجوي والصاروخي ثلاثي الطبقات في كوريا الجنوبية. وعلى الرغم من أنه تم تطويره في روسيا من قبل مكتب ألماز للتصميم Almaz Design Bureau بمساعدة من شركة Samsung Thales وليق نكس ون و Doosan DST ، فقد تمت عملية التوطين والتصنيع في كوريا الجنوبية بما يكفي لاعتباره نظامًا محليًا.

يستطيع الصاروخ اعتراض الأهداف على ارتفاع 15 كم، وبمدى 40 كم. وهو معد للإحلال محل بطاريات إم آي إم-23 هوك MIM-23 Hawk المطورة في كوريا الجنوبية، وإتاحته للتصدير.

استمرت ألماز-أنتي بالبرنامج بعد نقل النماذج الأولية وأوجدت نسخة روسية مميزة تسمى نظام صواريخ فيتاز.

كشفت القوات الجوية لجمهورية كوريا في منتصف عام 2015 أن صواريخ كيه إم- سام ستدخل في الإنتاج الكمي والبدأ في تسليمها إلى سلاح الجو في شهر سبتمبر، لتحل محل صواريخ هوك الموجودة بالخدمة منذ عام 1964، والتي أحاها الجيش الأمريكي للتقاعد في عام 2002. يمكن لنظام كيه إم- سام اعتراض ما يصل إلى ستة أهداف في وقت واحد، والصواريخ لديها قدرات الحرب الإلكترونية المضادة لمواصلة عملها على الرغم من التشويش.

اجتاز النظام اختبار التحقق من المتطلبات التشغيلية للجيش في يوليو 2015، وتم البدأ بنشر المنظومة في أوائل عام 2016 بالقرب من الحدود البحرية مع كوريا الشمالية في البحر الأصفر.
في أبريل 2017، كشف المسؤولون العسكريون في كوريا الجنوبية أن نظام الدفاع الصاروخي منخفض المستوى والمعتمد على Cheongung كان في المرحلة النهائية من التطوير. ويسمح التعديل القياسي باستخدام تكنولوجيا «اضرب لتقتل» باعتراض الصواريخ الباليستية القادمة على ارتفاعات تبلغ حوالي 20 كم. ومن المخطط أن يبدأ الإنتاج الكمي في عام 2018 مع نشره في عام 2019.

## مزيد من التطوير
كانت منظومة Cholmae 4-H أو L-SAM الاعتراضية من الطبقة العليا مصممة لإسقاط الصواريخ الباليستية. وكان من المقرر أن تقدم قدرات مماثلة لتلك التي تميز الصاروخ الأمريكي من طراز  ثاد بمدى 150 كم وسقف طيران 61 كم. وكانت مستويات الأداء أعلى مرتين من صواريخ باتريوت و Cheolmae II ، وكان من المتوقع أن تستند إلى تكنولوجيا S-400 الروسية.

وتخطط وكالة Agency for Defense Development لتطوير إم- سام كصواريخ مضادة للصواريخ الباليستية مشابهة لمنظومة Patriot PAC-3، مع نطاق يمتد من 100 إلى 150 كم وارتفاع 30 كم.

وسيتم إطلاق صاروخ الدفاع الجوي المتوسط المدى Cheolmae-2 من نظام الإطلاق الرأسي الكوري (K-VLS) على متن فرقاطات من طراز Daegu في مهام بحرية.

## عقود التصدير
وفقًا للمعلومات التي نشرتها وسائل الإعلام الكورية الجنوبية في 12 يناير 2022، وقعت الشركات الكورية الجنوبية Hanwha Defense وHanwha Systems وليج نكس-1 عقدًا جديدًا لتقديم عدد غير معلوم من صواريخ سطح-جو إلى دولة الإمارات العربية المتحدة. والصواريخ مبنية على أساس الفئة كيه-إم سام بلوك 2.

## مستخدمون محتملون
في السادس من مارس عام 2018، نشرت جريدة الدستور المصرية مقالاً بعنوان ««تحالف السبعة».. كيف تتحرك مصر في ملف التصنيع العسكرى؟» أشارت فيه لاحتمال وجود تعاون بين كل من مصر وكوريا الجنوبية بمجال إنتاج صواريخ متوسطة فئة كيه إم- سام باعتبارها سلاحًا هاماً بمجال الدفاع الجوي.
العراق
كشفت مصادر عسكرية ان العراق تسعى لشراء أنظمة دفاع جوية وصاورخية من طراز M-SAM-II المضاد للصواريخ والطائرات من كوريا الجنوبية في إطار صفقة قد تصل قيمتها نحو 2.56 مليار دولار.

## روابط خارجية
1. الموقع الرسمي لشركة LIG Nex 1
2. MSAM-MRADS-Vityaz